# Сирійський націоналізм

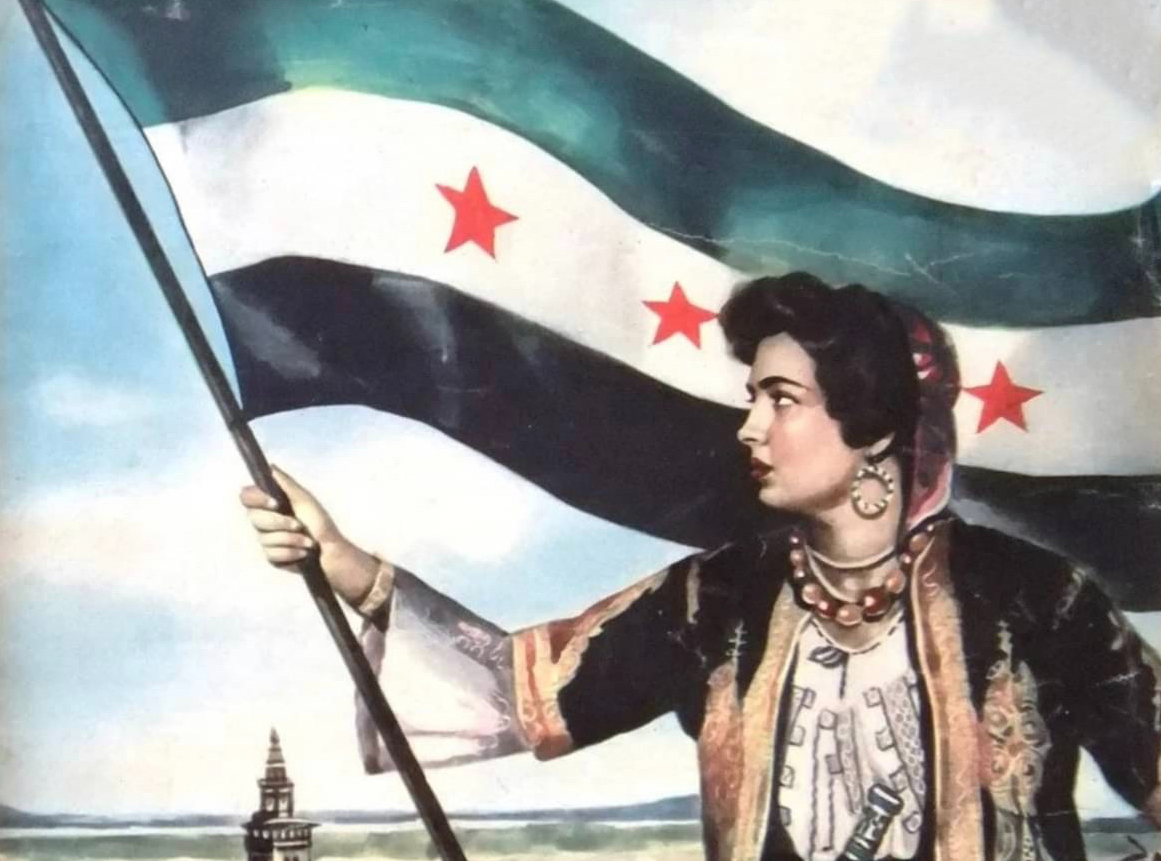
Портрет жінки з сирійським прапором в руці.

Сирійський націоналізм (араб. القَومِيَةُ السُورِيَّةُ) — це форма націоналізму, яка яка розглядає регіон Сирії, як культурне чи політичне утворення, відоме як «Велика Сирія», відомого арабською мовою як Білада аш-Шам (араб. بِلَاد الـشَّـام).
Сирійський націоналізм зародився разом з арабським повстанням проти Османської імперії під час Першої світової війни. У той час як більшість «прагматичних» сирійських націоналістів виступають за симбіоз панісламізму та арабського націоналізму, і розглядають пансирійство як крок до ширшої панарабської держави, меншість «чистих» сирійських націоналістів, часто пов'язаних із Сирійською соціал-націоналістичною партією, виступають проти цієї перспективи. Вони стверджують, що Сирія має бути провідною силою серед арабського народу та відкидають панарабські рухи, які ставлять усіх арабів на один рівень.
Деякі сирійські опозиційні сили, що воювали проти режиму Асада, є затятими прихильниками історичного сирійського націоналізму, що перегукується з «Золотим віком». Вільна сирійська армія та Хаят Тахрір аш-Шам включали націоналістичну символіку у свої прапори та військову форму під час громадянської війни у Сирії. Сирійський націоналізм був історично помітний у Лівані, де він був особливо поширений серед ліванських мусульман-сунітів, які прагнули увійти до складу Великої сирійської держави.

## Історія
Сирійський націоналізм виник наприкінці ХІХ століття разом із рухом Нахда, що охопив тоді арабський світ, що був під владою Османської імперії. Однією з найвизначніших історичних постатей сирійського націоналізму був султан Айюбідов Саладін, суннітський лідер, який відвоював Єрусалим і привів мусульман до перемоги над європейськими хрестоносцями. Після декларації Бальфура, угоди Сайкса-Піко та запровадження французького мандату Саладін був популяризований націоналістами та ісламістами як героїчна постать сирійського опору сіонізму та західному імперіалізму.
Однією з головних постатей панарабського руху був сирійський ісламістський священнослужитель Мухаммад Рашид Ріда, який відіграв ключову роль у формуванні арабських товариств і виступав за автономію арабських вілайатів, таких як Сирія від Османської імперії. У своєму основному панісламістському журналі «Аль-Манар» Ріда писав з широкого кола питань, що охоплюють релігію, політику, науку, технології та культуру. Будучи затятим прихильником арабської єдності, Ріда критикував автократичне правління османів та панування турецької націоналістичної партії «Єднання та прогрес » в імперській політиці. Він також був затятим противником європейських колоніальних держав і закликав арабський народ розпочати революційні дії, щоб протистояти імперіалістичним змовам Європи. Під час Першої світової війни Ріда видав фетву, що закликає сирійців підтримати імперію Османа в боротьбі з союзними колоніальними державами і одночасно протистояти групам, пов'язаним з младотурками. У той же час він заснував таємне суспільство, відоме як «Товариство арабської асоціації» (Джамійят аль-Джаміа аль-Арабія), яке таємно докладало зусиль щодо створення Ісламської імперії, що охоплює Аравійський півострів, Велику Сирію та Ірак; його держава розташовувалося в Дамаску. Імперію мав очолити арабський халіф, який мав призначати президента кожний п'ятирічний термін зі списку кандидатів, запропонованих йому Радою представників.

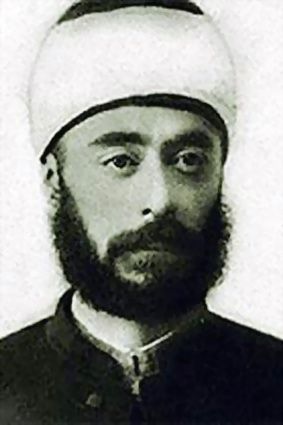
Революційний активіст Абд аль-Рахман аль-Кавакібі

Соратник Рашида Ріди Абд аль-Рахман аль-Кавакібі (1854-1902), сирієць курдського походження, що народився в Алеппо, був ще одним видатним мусульманським діячем, який виступав за арабську єдність. Аль-Кавакібі вважав, що араби - найкращі люди для відродження ісламу, і виступав за відродження арабської самосвідомості як засобу розширення прав та можливостей мусульманського світу. У своїх книгах, таких як «Табаї аль-Істібдад» («Природа тиранії») та «Умм аль-Кура» («Мати сіл — Мекка»), Кавакібі кинув виклик султану Османа і підтримав ісламську революцію з метою повалення різних політичних тираній. Кавакібі вважав, що початковий іслам протистоїть тиранії і виступає за політичну систему, яка є проміжним варіантом між демократією і диктатурою. Він стверджував, що тиранія веде до ослаблення національного духу та деградації національної культури. Друга велика робота Кавакібі, Умм аль-Кура, була присвячена ісламському конгресу представників з усього мусульманського світу, які проводили дебати для обговорення ісламського соціально-політичного відродження. Рашид Ріда популяризував цей твір через «Аль-Манар» у 1902 році.

## Утворення сирійської держави
Як і в багатьох інших країнах регіону, після падіння Османської імперії територія, нині відома як Сирія, залишилася без спільної ідентичності, яка б об'єднувала різні етнічні групи. Вже в період Танзимату мислителі, такі як Бутрус аль-Бустані, що належали до руху Нахда, стверджували про існування природної сирійської нації, або Великої Сирії, також відомої як регіон Левант.
Тим не менш, після Першої світової війни ця територія була розділена на сфери впливу між британцями та французами згідно з угодою Сайкса-Піко. Після короткої спроби в 1919 році створити незалежне Арабське королівство Сирія під керівництвом короля Фейсала, в 1920 році територія була розділена на три окремі регіони під контролем Франції.

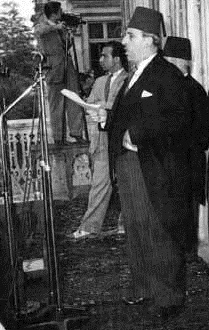
Президент Сирії Шукрі аль-Куватлі оголошує проголошення незалежності від французького колоніального правління 17 квітня 1946 року. Виведення французьких військ було завершено двома днями раніше.

Після років конфліктів та повстань, у 1936 році Сирія змогла домовитися про договір про незалежність від Франції та стала державою з Хашимом аль-Атассі як її першим президентом. У наступні роки Сирія перейшла від перебування під впливом Франції до контролю Вішистської Франції у 1940 році під час Другої світової війни, а потім знову була окупована британськими та Вільними Французькими військами під час Сирійсько-Ліванської кампанії 1941 року. Після 1941 року прем'єр-міністр Іраку Нурі-паша аль-Саїд висловив свою підтримку Великої Сирійської країни, яка включала б Сирію, Ліван, Палестину та Йорданію з асоційованим з нею Іраком.
Після п'ятирічної боротьби та із закінченням війни,17 квітня 1946 року Сирія стала визнаною незалежною державою. Однак ізраїльсько-палестинський конфлікт 1948 року та піднесення панарабських націоналістичних рухів призвели до численних державних переворотів, найвідомішим з яких був переворот 1949 року, здійснений Хусні аль-Заїмом. Саме в цей революційний період вперше виникла Соціалістична партія Баас. Партія, заснована в 1947 році, пропагувала панарабістські та антиімперіалістичні ідеї. Вона швидко здобула популярність, ставши другою за величиною партією в сирійському парламенті на виборах 1954 року.